# Молдавит
Молдави́т, «буты́лочный камень», — стеклообразные кремнистые природные тела из группы импактитов, один из видов тектитов. Цвет зелёный, иногда коричневый, до чёрного. Твёрдость 5,0-6,0 по шкале Мооса. Относительная плотность ~ 2,3.
Молдавиты — одна из первых разновидностей тектитов, известных науке, что связано с их европейским происхождением. Как следствие, во многом именно на молдавитах выдвигались и отрабатывались разные версии и теории происхождения этого минерала.

## История и происхождение
Своё название молдавит получил по немецкому названию реки Влтавы — Молдау (нем. Moldau) — поблизости от которой был впервые найден. В Чехии более распространено аналогичное географическое наименование «влтавин»; оно нередко используется и в русскоязычной литературе.
Находки многочисленных небольших кусочков зелёного стекла на территории Чехословакии были известны достаточно давно и зафиксированы в литературе с 1787 года. В связи с полным отсутствием в этом районе какой-либо вулканической активности, это стекло по своему происхождению принципиально отличается от обсидиана. В начале XIX века была выдвинута вполне правдоподобная теория, согласно которой молдавит представляет собой куски стекла, оставшиеся на месте доисторических стекловарных мастерских. Впрочем, эту теорию опровергли, когда столетие спустя похожие куски стекла были обнаружены в районах, очевидно удалённых от центров древних цивилизаций:435.
Впервые молдавиты (ещё без соответствующего названия) были упомянуты в 1786 г. на лекции Й. Майера — профессора Пражского университета. Название «молдавит» появилось спустя полвека, только в 1836 г. в обзорном докладе другого чешского профессора-минералога Ф. Зиппе. В течение нескольких веков находки молдавитов происходили главным образом в окрестностях города Ческе-Будеёвице (к западу от него), а также к юго-востоку от лежащего поблизости города Тршебич. Небольшое количество молдавитов также находили по течению реки Нежарки, протекающей между двумя этими городами.
Согласно одной из версий, происхождение связано с падением метеоритов. Под воздействием высокой температуры в зоне взрыва, обусловленной выделением теплоты в результате преобразования кинетической энергии при ударе метеорита, горная порода, принявшая на себя основной удар, расплавилась и была выброшена в воздух. При этом застывшие частицы расплава оказались рассеяны на территории радиусом в несколько сотен километров. Поверхность молдавита структурирована, покрыта шрамами, размер кусков редко превышает 3 см.
Впервые версию о метеоритной природе молдавитов в 1900 году выдвинул австрийский геолог, профессор Эдуард Зюсс, он же ввёл и сам термин тектиты, число известных образцов которых на тот момент было крайне ограничено. Изучая чешские ископаемые стёкла, он без химического анализа пришёл к заключению, что они имеют космическое происхождение и не связаны с окружающими геологическими породами. Основанием для вывода стало визуальное сравнение нескольких групп образцов различных минералов. Изучая обширную выборку моравских и богемских молдавитов, Зюсс обратил внимание на многократно повторяющиеся характерные повреждения, бороздки и завитки на стеклянной поверхности. Хотя и ранее на эту особенность молдавитов обращали внимание, однако до той поры не было выдвинуто ни одного правдоподобного объяснения природы происхождения неровностей. Между тем, очень похожие повреждения профессор Зюсс уже встречал ранее на поверхностях метеоритных осколков разного происхождения, которые находились в его личной коллекции. Сопоставив факты и сравнив характер неровностей, профессор Зюсс впервые ввёл в научный обиход понятие о тектитах и сделал однозначный вывод о метеоритном происхождении молдавита.
Согласно другой версии, молдавит не образовался из земных частиц, претерпевших метаморфозу при ударе метеорита, а представляет собой остатки осколков кометы, которая не догорела в атмосфере Земли 15 млн лет назад. Эта гипотеза базируется, прежде всего, на значительных отличиях молдавита от других стёкол вулканического происхождения по химическому составу. Кроме того, его цвет в основном не типичен для тектитов, для которых характерны тёмные оттенки от красного до чёрного.

## Применение
Поверхность молдавита зачастую покрыта неровностями, бугорками, что связано с продолжительным воздействием природных сил. Несмотря на эти дефекты, молдавиты нередко используют в качестве поделочных камней. Лучшие образцы шлифуют и используют для изготовления ювелирных украшений — подвесок, кулонов и т. п.
Решающее значение в ювелирном применении молдавитов сыграла их твёрдость, хотя и невысокая, но всё же приемлемая, а также способность приобретать при шлифовке яркую и глянцевую зелёную поверхность. Такими же свойствами обладает вообще большинство тектитов. Ещё в старые времена, до XIX века, молдавиты получили широкое распространение среди местных жителей под названием «богемских хризолитов». Поначалу их использовали, в основном, в качестве украшений, чаще всего, просверливая в них отверстия для изготовления различных подвесок и бус. Для ювелирных вставок молдавиты употребляли значительно реже.